# Espectre electromagnètic
|  | Per a altres significats, vegeu «espectre». |

L'espectre electromagnètic és el conjunt de totes les possibles ones electromagnètiques, des de les de major freqüència, com els raigs gamma i raigs X, fins a les de menor freqüència, com les ones de ràdio.

Diagrama de l'espectre electromagnètic.

Un espectre és la descomposició d'una radiació electromagnètica en els seus components en termes de freqüència, energia dels fotons o de la longitud d'ona associada. Les tres magnituds citades {\displaystyle \nu } (freqüència), {\displaystyle E} (energia) i {\displaystyle \lambda } (longitud d'ona) són relacionades entre si per la constant de Planck {\displaystyle h} i per la velocitat de la llum {\displaystyle c}:
{\displaystyle E=h\nu \,}
{\displaystyle c=\lambda \nu \,}
i, per tant:
{\displaystyle E={\frac {hc}{\lambda }}\,}
En el cas de la llum visible, l'espectre és un compost de diferents longituds d'ona que es difracten en angles distints i provoquen una impressió visual diferent. També s'utilitza la longitud d'ona en el cas de les ones de ràdio per tal de representar-ne l'espectre. En canvi, a partir dels raigs X, en tractar-se de partícules molt energètiques, és més útil utilitzar l'energia que porten els fotons X o γ; l'energia s'expressa en electró-volts (eV).

## Història

Isaac Newton va descompondre la llum blanca usant un prisma de vidre

Fins al segle xix, l'única part de l'espectre electromagnètic que es coneixia era l'espectre visible o espectre òptic. Si els primers humans coneixien el fenomen de l'arc de Sant Martí, no va ser fins a l'any 1666 que Isaac Newton va aconseguir la descomposició de la llum en les seves diferents longituds d'ona (o colors). El terme "espectre", que significa "aspecte immaterial", "il·lusió" s'aplicava, al segle xvii, a tots els fenòmens òptics que no podien ser explicats. Sinònim de color accidental, s'utilitzava per a impressions retinàries de contrast simultani o successives, així com per a iridescències vistes a la vora d'un objecte vist a través d'un prisma òptic. Newton el va utilitzar només una vegada per presentar les seves experiències en òptica al seu article de 1671. A partir d'aleshores, Newton sempre va utilitzar l'expressió "colors prismàtics, deixant l'"espectre" per a fenòmens dubtosos o inexplicables. Però l'ús d'anomenar aquests colors "espectrals" persisteix, alimentat i promogut per opositors a la teoria física de la llum com ara Goethe seguit per Schopenhauer.
L'any 1800 William Herschel va descobrir de manera més aviat accidental l'existència d'una radiació de llum no visible, la infraroja. L'any següent, el físic alemany Johann Wilhelm Ritter va estendre l'espectre electromagnètic conegut al costat de la longitud d'ona curta destacant l'existència de la ultraviolada.
El 1814, Joseph von Fraunhofer va analitzar l'espectre solar i va descobrir-hi una sèrie de ratlles fosques o línies de Fraunhofer i va ser el primer a mesurar la longitud d'ona específica de cada banda.
La interpretació de la llum com a propagació d'una ona electromagnètica es deu a James Clerk Maxwell a la dècada de 1860, que també va predir l'existència d'ones electromagnètiques de totes les freqüències possibles, totes viatjant al buit a la velocitat de la llum c. El 1862, Ångström va aconseguir l'anàlisi química de l'espectre i va establir la unitat de longitud d'ona que porta el seu nom (l'Ångström). El treball del físic Heinrich Hertz va portar al descobriment l'any 1886 de les ones hertzianes, també anomenades ones de ràdio, que estenen encara més l'espectre electromagnètic per sota de l'infraroig en les frequències d'ona baixes o altes. Els experiments amb tubs electrònics van permetre a Wilhelm Röntgen demostrar l'existència d'un nou tipus de radiació, de longitud d'ona més curta que la ultraviolada, els raigs X.
L'última porció de l'espectre electromagnètic, els raigs gamma, es va començar a explorar a principis del segle xx amb el treball de Paul Villard i William Henry Bragg.
El 1911 i 1913, els descobriments de Rutherford i Bohr van permetre explicar el fet de l'existència de diferents bandes de color en l'espectre solar: els àtoms tenen nivells d'energia i produeixen un tipus de longitud d'ona específica. El nombre i el tipus d'àtoms d'un element corresponen a un color, és a dir, a una determinada banda de l'espectre. De fet, l'espectre solar, a més dels tipus d'àtoms que constitueixen la matèria solar, també indica el tipus de ions, de radicals i d'àtoms que formen l'espai que es troba entre el Sol i la Terra.

## Bandes de l'espectre electromagnètic
A la taula següent, mostrem esquemàticament l'espectre electromagnètic, dividit en els intervals (anomenats bandes espectrals) més habituals. Les fronteres entre denominacions són convencionals i l'única diferència entre aquestes és la freqüència (o equivalentment, la longitud d'ona): 
| banda espectral                          | longitud d'ona (m) | freqüència (Hz) | energia = h·ν (J) |
| ---------------------------------------- | ------------------ | --------------- | ----------------- |
| raigs gamma                              | < 10 pm            | > 30,0 EHz      | > 19,9·10-15 J    |
| raigs X                                  | < 10 nm            | > 30,0 PHz      | > 19,9·10-18 J    |
| ultraviolat llunyà                       | < 200 nm           | > 1,5 PHz       | > 993·10-21 J     |
| ultraviolat proper                       | < 380 nm           | > 789 THz       | > 523·10-21 J     |
| llum visible                             | < 780 nm           | > 384 THz       | > 255·10-21 J     |
| infraroig proper (NIR)                   | < 2,5 μm           | > 120 THz       | > 79,5·10-21 J    |
| infraroig mitjà (MIR)                    | < 50 μm            | > 6,00 THz      | > 3,98·10-21 J    |
| infraroig llunyà o submil·limètric (FIR) | < 1 mm             | > 300 GHz       | > 199·10-24 J     |
| microones                                | < 30 cm            | > 1,0 GHz       | > 1,99·10-24 J    |
| ràdio de freqüència ultraalta (UHF)      | < 1 m              | > 300 MHz       | > 1,99·10-25 J    |
| ràdio de freqüència molt alta (VHF)      | < 10 m             | > 30 MHz        | > 2,05·10-26 J    |
| ràdio d'ona curta                        | < 180 m            | > 1,7 MHz       | > 1,13·10-27 J    |
| ràdio d'ona mitjana                      | < 650 m            | > 650 kHz       | > 4,31·10-28 J    |
| ràdio d'ona llarga                       | < 10 km            | > 30 kHz        | > 1,98·10-29 J    |
| ràdio de freqüència molt baixa (VLF)     | > 10 km            | < 30 kHz        | < 1.99·10-29 J    |

### Ones de ràdio
Les ones de ràdio són emeses i rebudes per antenes, que consisteixen en conductors com ara ressonadors de varetes metàl·liques. En la generació artificial d'ones de ràdio, un dispositiu electrònic anomenat transmissor genera un corrent elèctric altern que s'aplica a una antena. Els electrons oscil·lants de l'antena generen camp elèctric i magnètic oscil·lants que irradien lluny de l'antena com a ones de ràdio. En la recepció d'ones de ràdio, els camps elèctrics i magnètics oscil·lants d'una ona de ràdio s'acoblen als electrons d'una antena, empenyent-los cap endavant i cap enrere, creant corrents oscil·lants que s'apliquen a un receptor de ràdio. L'atmosfera terrestre és principalment transparent a les ones de ràdio, excepte les capes de partícules carregades a la ionosfera que poden reflectir determinades freqüències.
Les ones de ràdio s'utilitzen molt àmpliament per transmetre informació a través de distàncies en sistemes de comunicació per ràdio com ara transmissió de ràdio, televisió, ràdios bidireccionals, telèfons mòbils, satèl·lits de comunicacions i xarxes sense fil. En un sistema de radiocomunicació, un corrent de radiofreqüència és modulat amb un senyal que porta informació en un transmissor variant l'amplitud, la freqüència o la fase, i aplicat a una antena. Les ones de ràdio transporten la informació a través de l'espai fins a un receptor, on són rebudes per una antena i la informació extreta per demodulació al receptor. Les ones de ràdio també es fan servir per a la navegació en sistemes com el Global Positioning System (GPS) i les balises de navegació, i per localitzar objectes llunyans en radiolocalització i radar. També s'usen per al control remot, i per a la calefacció industrial.
L'ús de l'espectre radioelèctric està estrictament regulat pels governs, coordinats per la Unió Internacional de Telecomunicacions (ITU) que assigna freqüències a diferents usuaris per a diferents usos.

### Microones
Les microones són ones de ràdio de longitud d'ona curta, d'uns 10 centímetres a un mil·límetre, a les bandes de freqüència SHF i EHF. L'energia de microones es produeix amb tubs de klystron i magnetró, i amb dispositius d'estat sòlid com ara díodes Gunn i IMPATT. Encara que són emeses i absorbides per antenes curtes, també són absorbides per molècules polars, acoblant-se als modes de vibració i rotació, donant lloc a un escalfament a granel. A diferència de les ones de freqüència més alta com la infraroja i la llum visible que s'absorbeixen principalment a les superfícies, les microones poden penetrar en els materials i dipositar la seva energia sota la superfície. Aquest efecte s'utilitza per escalfar aliments en forns microones, i per a la calefacció industrial i la diatèrmia mèdica. Les microones són les principals longituds d'ona utilitzades al radar, i s'utilitzen per a la comunicació per satèl·lit, i les tecnologies de xarxes sense fils com ara Wi-Fi. Els cables de coure (línies de transmissió) que s'utilitzen per transportar ones de ràdio de baixa freqüència a les antenes tenen pèrdues de potència excessives a freqüències de microones, i s'utilitzen canonades metàl·liques anomenades guies d'ones per transportar-les. Encara que a l'extrem inferior de la banda l'atmosfera és principalment transparent, a l'extrem superior de la banda l'absorció de les microones pels gasos atmosfèrics limita les distàncies pràctiques de propagació a uns pocs quilòmetres.
Els raigs T o radiació submilimètrica és una regió de l'espectre d'uns 100 GHz a 30 terahertz (THz) entre microones i infraroig llunyà que es pot considerar que pertany a qualsevol de les bandes. Fins fa poc, l'abast s'estudiava poques vegades i existien poques fonts d'energia de microones a l'anomenat gap de terahertz, però ara estan apareixent aplicacions com la imatge i les comunicacions. Els científics també busquen aplicar la tecnologia de terahertzs a les forces armades, on les ones d'alta freqüència es poden dirigir a les tropes enemigues per incapacitar els seus equips electrònics. Els raigs T són fortament absorbits pels gasos atmosfèrics, fent que aquest rang de freqüències sigui inútil per a la comunicació a llarga distància.

### Radiació infraroja
La part infraroja de l'espectre electromagnètic cobreix l'interval d'aproximadament 300 GHz a 400 THz (1 mm – 750 nm). Es pot dividir en tres parts:
- Infraroig llunyà, de 300 GHz a 30 THz (1 mm – 10 μm). La part inferior d'aquest rang també es pot anomenar ones de microones o raigs T. Aquesta radiació s'absorbeix normalment pels anomenats modes de rotació en les molècules en fase gasosa, pels moviments moleculars en líquids i pels fonons en els sòlids. L'aigua de l'atmosfera terrestre absorbeix tan fortament en aquest rang que fa que l'atmosfera sigui en efecte opaca. Tanmateix, hi ha certs rangs de longituds d'ona ("finestres") dins del rang opac que permeten una transmissió parcial, i es poden utilitzar per a l'astronomia. L'interval de longituds d'ona d'aproximadament 200 μm fins a uns quants mm sovint es coneix com a astronomia submil·limètrica, reservant l'infraroig llunyà per a longituds d'ona inferiors a 200 μm.
- Infraroig mitjà, de 30 THz a 120 THz (10–2,5 μm). Els objectes calents (cossos negres radiadors) poden irradiar fortament en aquest rang, i la pell humana a temperatura corporal normal s'irradia fortament a l'extrem inferior d'aquesta regió. Aquesta radiació és absorbida per vibracions moleculars, on els diferents àtoms d'una molècula vibren al voltant de les seves posicions d'equilibri. Aquest rang de vegades s'anomena regió de l'empremta digital, ja que l'espectre d'absorció d'infraroig mitjà d'un compost és molt específic per a aquest compost.
- Infrarojos propers, de 120 THz a 400 THz (2.500–750 nm). Els processos físics que són rellevants per a aquest rang són similars als de la llum visible. Les freqüències més altes d'aquesta regió es poden detectar directament per alguns tipus de pel·lícules fotogràfiques i per molts tipus de sensors d'imatges d'estat sòlid per a fotografia infraroja i videografia.

### Llum visible
Cal tenir present que la llum visible és una petita part de l'espectre electromagnètic, concretament entre les freqüències 400 i 800 THz, amb la particularitat que l'ull humà és capaç de detectar i analitzar amb força precisió la radiació electromagnètica que cau dins d'aquest interval. Les seves diferents freqüències corresponen als diferents colors, tal com s'esquematitza a continuació (vegeu-ne més informació a l'article «llum»):
| Color   | Interval de longitud d'ona | Interval de freqüència |
| ------- | -------------------------- | ---------------------- |
| violat  | ~ 380 a 430 nm             | ~ 790 a 700 THz        |
| blau    | ~ 430 a 500 nm             | ~ 700 a 600 THz        |
| cian    | ~ 500 a 520 nm             | ~ 600 a 580 THz        |
| verd    | ~ 520 a 565 nm             | ~ 580 a 530 THz        |
| groc    | ~ 565 a 590 nm             | ~ 530 a 510 THz        |
| vermell | ~ 625 a 740 nm             | ~ 480 a 405 THz        |

### Radiació ultraviolada
El següent en freqüència ve l'ultraviolat (UV). En freqüència (i per tant en energia), els raigs UV se situen entre l'extrem violeta de l'espectre visible i el rang de raigs X. L'espectre de longitud d'ona UV oscil·la entre els 399 nm i els 10 nm i es divideix en 3 seccions: UVA, UVB i UVC.
Els UV són el rang d'energia més baix prou energètic com per ionitzar àtoms, separant els electrons entre d'ells i, per tant, provocant reaccions químiques. Així, els raigs UV, X i gamma s'anomenen conjuntament radiació ionitzant; l'exposició a ells pot danyar els teixits vius. Els UV també poden fer que les substàncies brillin amb llum visible; això s'anomena fluorescència. La fluorescència UV és utilitzada pels forenses per detectar qualsevol evidència, com ara sang i orina, produïda per l'escena del crim. També s'utilitza la fluorescència UV per detectar diners i documents d'identitat falsificats, ja que estan lligats amb material que pot brillar sota els raigs UV.

### Raigs-X
Després de l'UV vénen els raigs X, que, com els rangs superiors d'UV, també són ionitzants. No obstant això, a causa de les seves energies més altes, els raigs X també poden interactuar amb la matèria mitjançant l'efecte Compton. Els raigs X durs tenen longituds d'ona més curtes que els raigs X tous i com que poden travessar moltes substàncies amb poca absorció, es poden utilitzar per "veure a través" d'objectes amb "gruixos" inferiors a l'equivalent a uns quants metres d'aigua. Un ús notable és el diagnòstic d'imatges de raigs X en medicina (un procés conegut com a radiografia). Els raigs X són útils com a sondes en física d'altes energies. En astronomia, els discs d'acreció al voltant de les estrelles de neutrons i els forats negres emeten raigs X, la qual cosa permet estudiar aquests fenòmens. Els raigs X també són emesos per la corona estel·lar i són emesos fortament per alguns tipus de nebuloses. Tanmateix, els telescopis de raigs X s'han de col·locar fora de l'atmosfera terrestre per veure els raigs X astronòmics, ja que la gran profunditat de l'atmosfera de la Terra és opaca als raigs X (amb densitat d'àrea de 1000 g/cm2), equivalent a 10 metres de gruix d'aigua. Aquesta és una quantitat suficient per bloquejar gairebé tots els raigs X astronòmics (i també els raigs gamma astronòmics, vegeu més avall).

### Raigs gamma
Després dels raigs X durs vénen els raigs gamma, que van ser descoberts per Paul Ulrich Villard l'any 1900. Aquests són els fotons més energètics, que no tenen un límit inferior definit per a la seva longitud d'ona. En astronomia són valuosos per estudiar objectes o regions d'alta energia, però com amb els raigs X això només es pot fer amb telescopis fora de l'atmosfera terrestre. Els raigs gamma són utilitzats experimentalment pels físics per la seva capacitat de penetració i són produïts per una sèrie de radioisòtops. S'utilitzen per a la irradiació d'aliments i llavors per a l'esterilització, i en medicina s'utilitzen ocasionalment en radioteràpia. Més comunament, els raigs gamma s'utilitzen per a la imatge de diagnòstic en medicina nuclear, un exemple són els Escaneigs PET. La longitud d'ona dels raigs gamma es pot mesurar amb gran precisió mitjançant els efectes de la dispersió Compton.